# Inglinghem
Inglinghem is een gehucht in de Franse gemeente Mentque-Nortbécourt (Nederlands: Menteke-Noordboekhout) in het departement Pas-de-Calais. Het gehucht ligt in het noordoosten van de gemeente, ruim anderhalve kilometer ten noordoosten van Nortbécourt. Het wordt van de rest van de gemeente gescheiden door de autosnelweg A26/E15

## Geschiedenis
Een oude vermelding van de plaats dateert uit de 13de eeuw als Iglighem. Het was een leen van het kasteel van Tournehem. De 18de-eeuwse Cassinikaart toont de plaats Inglenhen.
Op het eind van het ancien régime werd Inglinghem ondergebracht in de gemeente Nortbécourt. Het gehucht werd in 1819 met de rest van de gemeente een deel van de fusiegemeente Mentque-Nortbécourt.

## Bezienswaardigheden
- De Moulin Guilleman. Van de 18de-eeuws windmolen rest alleen nog de romp. De restanten werden in 1977 ingeschreven als monument historique.